# 傘狀頜吻鰻
傘狀頜吻鰻（學名：Gnathophis umbrellabius），是輻鰭魚綱鰻形目康吉鳗科頜吻鰻屬的其中一種，分布於西南太平洋大陸棚海域，深度12至366公尺，體長可達45公分，棲息在大陸棚軟底質水域，為底棲性魚類，生活習性不明。